# Saint-Christophe-sur-le-Nais
Saint-Christophe-sur-le-Nais ist eine französische Gemeinde mit 1.077 Einwohnern (Stand: 1. Januar 2022) im Département Indre-et-Loire in der Region Centre-Val de Loire; sie gehört zum Arrondissement Chinon und zum Kanton Château-Renault. Die Einwohner werden Christophoriens und Christophoriennes genannt.

## Geographie
Die Gemeinde Saint-Christophe-sur-le-Nais liegt an der Grenze zum Département Sarthe, etwa 29 Kilometer nordnordwestlich von Tours am Fluss Escotais, der hier Nais genannt wird. Umgeben wird Saint-Christophe-sur-le-Nais von den Nachbargemeinden Saint-Pierre-de-Chevillé im Nordwesten und Norden, Dissay-sous-Courcillon im Norden und Nordosten, Villebourg im Osten, Saint-Paterne-Racan im Süden sowie Saint-Aubin-le-Dépeint im Westen. Durch das Gemeindegebiet von Saint-Christophe-sur-le-Nais führt die Autobahn A 28 mit einer Mautstation.

## Bevölkerungsentwicklung
| Jahr                       | 1962 | 1968 | 1975 | 1982 | 1990 | 1999 | 2010 | 2021 |
| Einwohner                  | 971  | 1022 | 932  | 877  | 925  | 965  | 1087 | 1083 |
| Quellen: Cassini und INSEE |      |      |      |      |      |      |      |      |

## Sehenswürdigkeiten
- Kirche Saint-Christophe mit Ursprüngen aus dem 12. Jahrhundert und Erweiterungen und Umgestaltungen in den folgenden Jahrhunderten, seit 1942 als Monument historique klassifiziert
- Kapelle Saint-Gilles aus dem 12. Jahrhundert, im 15. Jahrhundert erweitert
- Herrenhaus im Weiler Le Bas-Sion aus dem 18. Jahrhundert, im 19. Jahrhundert erweitert
- Schloss Vaudésir aus dem 16. Jahrhundert, seit 1947 als Monument historique eingeschrieben
- Herrenhaus im Weiler Vaudésir aus der zweiten Hälfte des 16. Jahrhunderts, seit 2022 in Teilen als Monument historique eingeschrieben
- Schloss Gesnes aus dem 17./18. Jahrhundert
- Bewohntes Kellergewölbe aus dem 14. Jahrhundert, seit 2022 als Monument historique eingeschrieben
- Burgruine aus dem 11. Jahrhundert

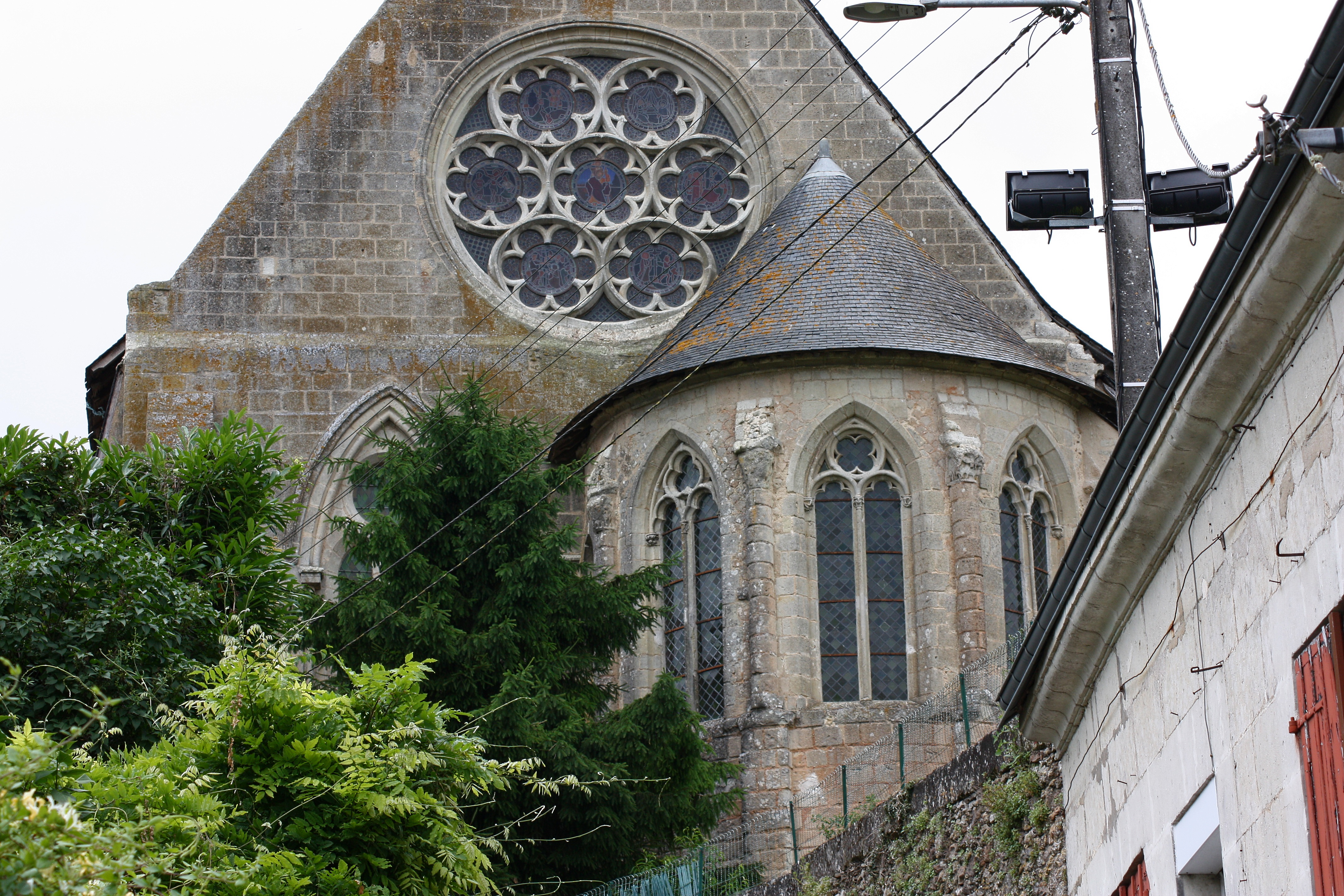
Kirche Saint-Christophe
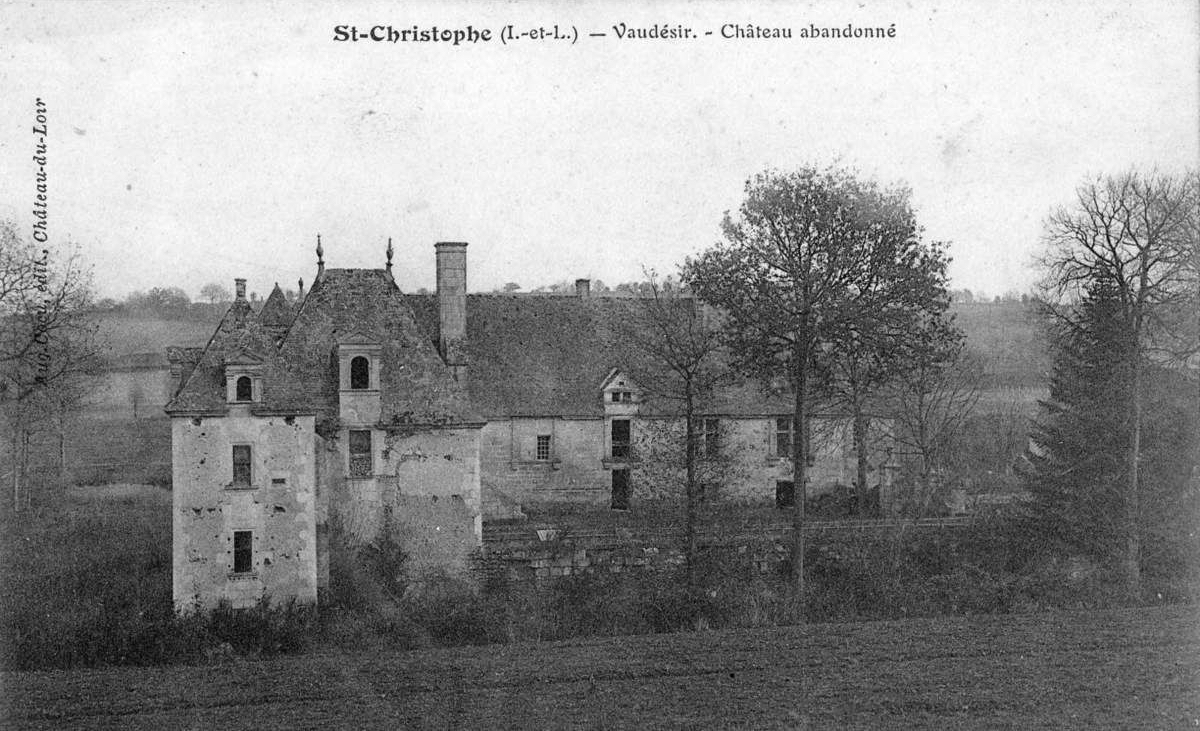
Herrenhaus im Weiler Vaudésir (Postkarte, um 1920)
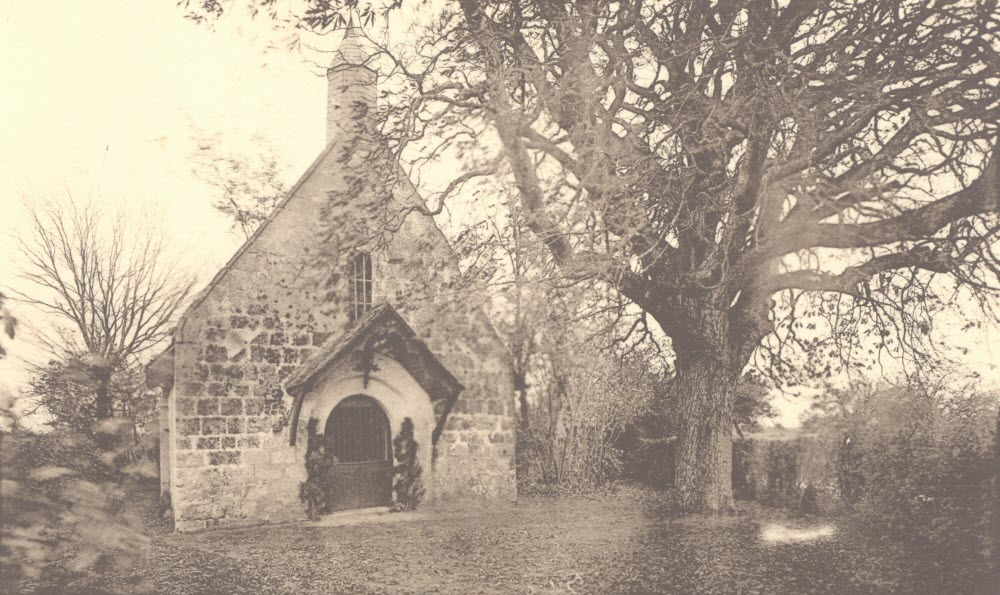
Kapelle Saint-Gilles (Postkarte, um 1900)

## Persönlichkeiten
- Fulgence Raymond (1844–1910), französischer Neurologe, in Saint-Christophe-sur-le-Nais geboren
- Raphaël Blanchard (1857–1919), französischer Arzt und Zoologe, in Saint-Christophe-sur-le-Nais geboren